# Eustroma tomarina
Eustroma tomarina är en fjärilsart som beskrevs av Felix Bryk 1942. Eustroma tomarina ingår i släktet Eustroma och familjen mätare. Inga underarter finns listade i Catalogue of Life.